# 卡利亚诺 (阿斯蒂省)
卡利亚诺（義大利語：Calliano），是意大利阿斯蒂省的一个市镇。总面积17.44平方公里，人口1398人，人口密度80.2人/平方公里（2009年）。ISTAT代码为005014。

## 姊妹城市
- 義大利特倫托自治省卡利亞諾
- 法國卡利扬